# Der Bulle von Tölz: Palermo ist nah
Palermo ist nah ist ein deutscher Fernsehfilm von Walter Bannert aus dem Jahr 1996 nach einem Drehbuch von Hartmut Grund und Horst Vocks. Es ist die 4. Folge der Krimiserie Der Bulle von Tölz mit Ottfried Fischer als Hauptdarsteller in der Rolle des Hauptkommissars Benno Berghammer. Die Erstausstrahlung erfolgte am 4. Februar 1996 auf Sat.1.

## Handlung
In der ausgebrannten Scheune von Landwirt Anton Lang wird eine verkohlte Leiche ohne Kopf und ohne Hände gefunden. Als Opfer kommt Bauer Langs Sohn Martin in Frage, der seit einem heftigen Streit mit seinem Vater spurlos verschwunden ist. Aufgrund der Brutalität geht Kommissar Benno Berghammer jedoch davon aus, dass es sich um einen Mafiamord handelt. Die Obduktion ergibt außerdem, dass der Tote italienische Kleidung trug und italienisches Essen im Magen hatte.
Der sizilianische Biogemüsehändler und Gärtnereibesitzer Giovanni Cimulai, ein guter Freund von Benno Berghammer, hat seinen Landsmann, den Kellner Mario Donizetti, als Ehemann für seine 18-jährige Tochter Angela vorgesehen, sie hat sich allerdings in den Bordellbetreiber Sigi Schröder verliebt. Eines Abends stellt Giovanni fest, dass Angela heimlich durchs Schlafzimmerfenster das Haus verlassen hat. Wutentbrannt fährt er zu Schröder und randaliert so lange, bis er in Polizeigewahrsam genommen wird. Kommissar Berghammer holt ihn aus der Zelle und verspricht ihm, seine Tochter zurückzubringen. Als Schröder Angela zur Prostitution zwingen will, wehrt sie sich und beißt ihn, worauf er sie laufen lässt, zumal er von seinem Geschäftsführer erfährt, dass Kommissar Berghammer bei einem Besuch in Schröders Swingerclub damit gedroht hat, Angelas Vater darüber in Kenntnis zu setzen, welchem Geschäft er nachgeht, falls das Mädchen um 12 Uhr mittags noch nicht zu Hause ist.
Kommissarin Sabrina Lorenz erhält vom LKA die Auskunft, dass Mario Donizetti, Giovannis Wunschschwiegersohn, ein Angehöriger der Cosa Nostra ist. Sie vermutet, dass auch Giovanni Cimulai ein Mafioso ist, doch Berghammer will das nicht glauben. Er bittet sie, Donizetti auf den Zahn zu fühlen.
Inzwischen hat ein Hund Kopf und Hände des Opfers in einem Waldstück ausgegraben. Die Genanalyse ergibt, dass es sich um einen Südländer handelt, worauf die Kommissare nun endgültig davon ausgehen, dass die Mafia dahinter steckt. Als sie den Bauern Lang darüber informieren wollen, dass es sich beim Toten nicht um seinen Sohn handelt, stellt sich Martin Lang den beiden Polizisten gleich persönlich vor. Der Grund seines Verschwindens war ein Streit mit seinem Vater, der dagegen war, den Hof auf biologische Landwirtschaft umzustellen; jetzt hat dieser eingelenkt und dem Junior den Hof überschrieben.
Am späten Abend erschießt Giovanni Cimulai – nach eigenen Angaben in Notwehr – einen Landsmann. Da der Gemüsehändler kein Schutzgeld bezahlt, mutmaßt Benno Berghammer allmählich, dass sein Freund ihm etwas verschweigt. Ein befreundeter Finanzbeamter gewährt dem Kommissar Einsicht in Cimulais Akte, aus der hervorgeht, dass der Gemüsehändler viel mehr Geld versteuert als sein Geschäft realistisch überhaupt abwerfen kann. Giovanni behauptet, er investiere das Geld seiner sizilianischen Familie in deutsche Immobilien.
Berghammer macht Angela Cimulai und Martin Lang miteinander bekannt, die sich auf Anhieb sehr gut verstehen, zumal beide auf der Bioschiene unterwegs sind und somit im Bezug auf Acker- und Gartenbau dieselbe Sprache sprechen.
Der Kommissar erfährt von einem Freund aus der Hotelbranche, dass mehrere Sizilianer im besten Hotel von Bad Tölz eingecheckt haben, und fotografiert sie heimlich, als sie bei Giovanni Cimulai auftauchen. Das LKA hat mittlerweile den Toten aus dem Heustadel identifiziert und stellt den Kommissaren den Ermittler Eustachius „Eusi“ Bernhard zur Seite, weil es sich bei der Leiche um einen Profikiller der Mafia handelte und der von Cimulai Erschossene ebenfalls ein Mafioso aus Sizilien war. Der LKA-Beamte mutmaßt, dass Giovanni Cimulai der „Vorstand“ der Familie für Oberbayern ist; fest steht für ihn hingegen, dass das Killerkommando aus dessen eigenen Reihen stammt. Den Grund für den versuchten Mord an Giovanni vermutet Benno Berghammer darin, dass er bei der Geldwäsche in die eigene Tasche gewirtschaftet haben könnte.
Angela Cimulai stellt Martin Lang ihrem Vater vor und kündigt an, heiraten zu wollen, doch dieser hat nach wie vor kein Interesse an einem deutschen Schwiegersohn und erteilt ihm einen Platzverweis. Angela bleibt standhaft und geht mit Martin mit.
Mit einem gefälschten Geständnis, verfasst von Benno Berghammer, in dem Giovanni Cimulai angibt, den Mörder des verkohlten Opfers zu kennen, konfrontieren die beiden Kommissare Mario Donizetti. Die drohende lebenslange Haftstrafe vor Augen, bricht er sein Schweigen und gibt zu Protokoll: Berghammers Freund Giovanni Cimulai ist der Mörder.
Während sich Angela und Martin im Schlafzimmer auf dem Dachboden näher kommen, fährt Giovanni Cimulai auf den Hof der Familie Lang und verlangt lautstark nach seiner Tochter. Anton Lang lädt ihn zu einer Brotzeit ein und meint, wenn er seine Tochter behalten wolle, müsse er sie gehen lassen. Als Giovanni sich abfällig über Martin äußert, fordert Anton Lang ihn zu einem Wettschießen heraus. Angela und Martin hören die Schüsse und eilen hinaus. Zu ihrer Erleichterung feuern ihre Väter mit Anton Langs Flinte nur auf Bierflaschen. Von der Treffsicherheit des Bayern beeindruckt, gibt Giovanni schließlich seinen Segen zur Heirat.
Berghammer und Lorenz setzen sich dafür ein, dass Giovanni Cimulai erst nach der Verlobungsfeier seiner Tochter verhaftet wird. Der LKA-Beamte ist zwar skeptisch, willigt aber vorerst ein. Trotzdem platzt das Spezialeinsatzkommando mitten in die Feier, weil vom LKA der sofortige Zugriff angeordnet wurde.

## Hintergrund
Die Drehorte waren Bad Tölz, Kloster Benediktbeuern (Gärtnerei) und Gaißach (Golfplatz); als Schauplatz für die „Pension Resi“ diente das Hollerhaus Irschenhausen.